# Bjørn Holst-Christensen
Bjørn Holst-Christensen (* um 1938) ist ein ehemaliger dänischer Badmintonspieler.

## Karriere
Bjørn Holst-Christensen gewann in der Saison 1959/1960 die German Open im Mixed mit Inger Kjærgaard. 1961 war sein erfolgreichstes Jahr. Er siegte in diesem Jahr im Mixed mit Tonny Holst-Christensen bei den Dutch Open, den Swedish Open und den Swiss Open. Bei den letztgenannten Titelkämpfen war er auch im Herrendoppel mit Ole Mertz erfolgreich.

## Sportliche Erfolge
| Saison    | Veranstaltung                               | Disziplin    | Platz | Name                                              |
| --------- | ------------------------------------------- | ------------ | ----- | ------------------------------------------------- |
| 1959/1960 | Deutschland: Internationale Meisterschaften | Mixed        | 1     | Bjørn Holst-Christensen / Inger Kjaergaard        |
| 1961      | Dutch Open                                  | Mixed        | 1     | Bjørn Holst-Christensen / Tonny Holst-Christensen |
| 1961      | Schweden: Internationale Meisterschaften    | Mixed        | 1     | Bjørn Holst-Christensen / Tonny Holst-Christensen |
| 1961      | Swiss Open                                  | Mixed        | 1     | Bjørn Holst-Christensen / Tonny Holst-Christensen |
| 1961      | Swiss Open                                  | Herrendoppel | 1     | Ole Mertz / Bjørn Holst-Christensen               |